# Ronald Rivero
Ronald Taylor Rivero Khun (Santa Cruz de la Sierra, Bolivia, 29 de enero de 1980) es un exfutbolista boliviano. Jugaba como defensa y su último equipo fue Empresa Minera Huanuni, también ha sido internacional con la Selección de Bolivia.

## Selección nacional
Ha sido internacional con la selección de fútbol de Bolivia desde 2008. Con ella ha participado en la Copa América 2011 desarrollada en Argentina. Rivero arrancó como titular en el gran empate ante Argentina y en el siguiente partido ante Costa Rica. Sin embargo, fue expulsado por salvar una pelota en la línea con el brazo. Bolivia no pudo acceder a la fase de los cuartos de final.
Hasta el 10 de julio de 2011, lleva disputados 21 partidos con la selección boliviana.

### Participaciones enCopa América
| Edición           | Sede      | Resultado    | Partidos | Goles |
| ----------------- | --------- | ------------ | -------- | ----- |
| Copa América 2011 | Argentina | Primera fase | 2        | 0     |

## Clubes
| Club                   | País    | Año         |
| ---------------------- | ------- | ----------- |
| Universitario de Sucre | Bolivia | 2006 - 2009 |
| Bolívar                | Bolivia | 2010 - 2011 |
| Shenzhen Ruby          | China   | 2011 - 2012 |
| Blooming               | Bolivia | 2012 - 2013 |
| Sport Boys Warnes      | Bolivia | 2013 - 2014 |
| Real Potosí            | Bolivia | 2014        |
| Real América           | Bolivia | 2014 - 2017 |